# Canton de Fontaine-Sassenage
Le canton de Fontaine-Sassenage est une ancienne division administrative française située dans le département de l'Isère et la région Rhône-Alpes.

## Géographie
Ce canton était organisé autour de Fontaine dans l'arrondissement de Grenoble. Son altitude variait de 178 m (Veurey-Voroize) à 1 649 m (Noyarey) pour une altitude moyenne de 212 m.

## Représentation

### Conseillers d'arrondissement du canton de Sassenage (de 1833 à 1940)
| Période                                  | Période      | Identité             | Étiquette   | Qualité |
| ---------------------------------------- | ------------ | -------------------- | ----------- | --- |
| 1833                                     | 1836         | Jean Baptiste Algoud |             | Propriétaire et fabricant de ciment, maire de Seyssins                                                      |
|                                          |              |                      |             | |
|                                          | 1893 (décès) | François Bonnard     |             | Propriétaire à Sassenage                                                                                    |
| 12 nov. 1893                             |              | Octave Ragis         | Républicain | Propriétaire, conseiller municipal de Noyarey                                                               |
|                                          |              |                      |             | |
|                                          |              | M. Roudet            | SFIO        | |
|                                          | 1937         | M. Terrat            |             | Retraité |
| 1937                                     | 1940         | M. Vallier           | SFIO        | Propriétaire à Fontaine                                                                                     |
| 1940                                     |              |                      |             | Les conseils d'arrondissement ont été suspendus par la loi du 12 octobre 1940 et n'ont jamais été réactivés |
| Les données manquantes sont à compléter. |              |                      |             | |

### Conseillers généraux du canton de Sassenage (1833-1985)
De 1833 à 1848, les cantons de Sassenage et de Villard-de-Lans avaient le même conseiller général. Le nombre de conseillers généraux était limité à 30 par département.
| Période    | Période          | Identité                             | Étiquette          | Qualité                                                                                   |
| ---------- | ---------------- | ------------------------------------ | ------------------ | ----------------------------------------------------------------------------------------- |
| 1833       | 1836 (décès)     | Jean-Baptiste Gabriel Joseph Jullien |                    | Notaire, maire de Villard-de-Lans                                                         |
| 1836       | 1848             | Jean-Baptiste Algoud                 |                    | Propriétaire et fabricant de ciment à Seyssins, conseiller d'arrondissement               |
| 1848       | 1867             | Louis Pierre Antoine Reynaud         |                    | Ancien avocat et avoué Propriétaire, adjoint au Maire de Grenoble                         |
| 1867       | 1869 (décès)     | Gustave Réal                         |                    | Ancien Préfet, secrétaire général de la Compagnie des Chemins de fer PLM Maire de Pariset |
| 1869       | 1871             | Victor Giroud                        |                    | Arbitre de commerce à Grenoble Maire de Sassenage                                         |
| 1871       | 1880             | Jean Augustin Adolphe Anthoard       | centre gauche      | Propriétaire-cultivateur à Noyarey Député (1876-1881) Maire de Grenoble en 1848           |
| 1880       | 1898             | Jean Hector Gruyer (1827-1908)       | Républicain        | Négociant Maire de Sassenage (1881-1898)                                                  |
| 1898       | 1920 (décès)     | Ernest Dumollard (1852-1920)         | Rad.               | Industriel, juge au Tribunal de commerce Maire de Notre-Dame-de-Vaulx                     |
| 1920       | 1928             | Pierre-Joseph Giraud                 | SFIO puis Soc.Ind. |                                                                                           |
| 1928       | 1931 (décès)     | Hippolyte Baudry                     | SFIO               | Receveur des postes en retraite, Fontaine                                                 |
| 1931       | 1940             | Auguste Ponson                       | Rad.               | Maire de Fontaine (1924-1944)                                                             |
|            |                  |                                      |                    |                                                                                           |
| 1945       | 1947 (démission) | Julien Touche (1903-1992)            | PCF                | Employé des postes Maire de Fontaine (1945-1947)                                          |
| 4 mai 1947 | 1949             | M. Balme                             | SFIO               |                                                                                           |
| 1949       | 1967             | Léon Pinel (1904-1969)               | PCF                | Industriel Maire de Fontaine (1947-1959)                                                  |
| 1967       | 1985             | Louis Maisonnat                      | PCF                | Employé des PTT Député (1967-1968 et 1973-1986) Maire de Fontaine (1959-1984)             |

Le canton de Fontaine-Sassenage a été créé par le décret du 24 janvier 1985.

### Conseillers généraux du canton de Fontaine-Sassenage (1985 à 2015)
| Période | Période               | Identité           | Étiquette | Qualité |
| ------- | --------------------- | ------------------ | --------- | --- |
| 1985    | 1992                  | Yannick Boulard    | PCF       | Maire de Fontaine (1984 → 2014)                                                                                     |
| 1992    | 1998                  | Dominique Valeille | RPR       | Éleveur Maire de Sassenage (1983 → 1995)                                                                            |
| 1998    | novembre 2007 (décès) | Alain Chaplais     | PS        | Maire de Sassenage (1995 → 2001) président du SDIS-38 (2001 → 2007) Décédé en fonction                              |
| 2008    | 2015                  | Yannick Belle      | PS        | Conseiller municipal de Sassenage Vice-président du Conseil général (2010/2015) Président de la SEMITAG (2012/2015) |

## Composition
Le canton de Fontaine-Sassenage groupait quatre communes et comptait 26 862 habitants (recensement de 1999 sans doubles comptes).
| Nom                  | Code Insee | Intercommunalité         | Superficie (km2) | Population (dernière pop. légale) | Densité (hab./km2) |
| -------------------- | ---------- | ------------------------ | ---------------- | --------------------------------- | ------------------ |
| Fontaine (chef-lieu) | 38169      | Grenoble-Alpes Métropole | 6,74             | 22 366 (2014)                     | 3 318              |
| Noyarey              | 38281      | Grenoble-Alpes Métropole | 16,86            | 2 287 (2014)                      | 136                |
| Sassenage            | 38474      | Grenoble-Alpes Métropole | 13,31            | 11 736 (2014)                     | 882                |
| Veurey-Voroize       | 38540      | Grenoble-Alpes Métropole | 12,21            | 1 439 (2014)                      | 118                |

NB: Fontaine = fraction de commune.

## Démographie
| 1962 | 1968 | 1975 | 1982 | 1990   | 1999   | 2006   | 2011   | 2012   |
| ---- | ---- | ---- | ---- | ------ | ------ | ------ | ------ | ------ |
| -    | -    | -    | -    | 26 720 | 26 862 | 26 961 | 27 543 | 27 927 |

## Redécoupage des cantons de l'Isère en 2015
Le 23 novembre 2013, la nouvelle carte cantonale de l'Isère a été présentée par le préfet Richard Samuel et votée par l'Assemblée départementale de l'Isère. Le Conseil d'État publie le décret no 2014-180 le 18 février 2014, validant le redécoupage cantonal du département.
Les quatre communes du canton de Fontaine-Sassenage seront maintenues dans un nouveau canton : « Fontaine-Vercors ».
Les principales modifications seront la fusion de l'actuel canton avec celui de Villard-de-Lans et un redécoupage cantonal interne de la ville de Fontaine (quartiers rattachés au canton Fontaine-Vercors : Les Alpes, Ambroise-Croizat, Bastille, Les Buissonnées, Curie-Rolland, Poya-Plans et Les Vouillands).